# وولف فون إنغلهارد
وولف فون إنغلهارد (بالألمانية: Wolf von Engelhardt)‏ هو جيولوجي وأستاذ جامعي ألماني، ولد في 9 فبراير 1910 في تارتو في إستونيا، وتوفي في 4 ديسمبر 2008 في توبينغن في ألمانيا.